# أخيضر المنغروف
أخيضر المنغروف (الاسم العلمي:Vireo pallens) (بالإنجليزية: Mangrove Vireo)‏ هو نوع من الطيور يتبع جنس الأخيضر من الفصيلة الأخيضرية.